# Campeonato Africano de Atletismo de 2018 - Decatlo masculino
A prova do decatlo masculino do Campeonato Africano de Atletismo de 2018 foi disputada entre os dias 1 e 2 de agosto, no Estádio Stephen Keshi  em  Asaba,  na Nigéria. 

## Recordes
Antes desta competição, os recordes mundiais e do campeonato nesta prova eram os seguintes:
|                       | Nome           | Nacionalidade  | Pontos   | Local          | Data                 |
| --------------------- | -------------- | -------------- | -------- | -------------- | -------------------- |
| Recorde mundial       | Ashton Eaton   | Estados Unidos | 9045 pts | Pequim         | 29 de agosto de 2015 |
| Recorde do campeonato | Larbi Bouraada | Argélia        | 8311 pts | Marraquexe     | 11 de agosto de 2014 |
| Recorde africano      | Larbi Bouraada | Argélia        | 8521 pts | Rio de Janeiro | 18 de agosto de 2016 |

## Medalhistas
| Ouro                 | Prata                     | Bronze                |
| Larbi Bourrada (ALG) | Fredriech Pretorius (RSA) | Samuel Osadolor (NGR) |

## Cronograma
Todos os horários são locais (UTC+1). 
| Data        | Hora  | Evento                   |
| ----------- | ----- | ------------------------ |
| 1 de agosto | 09:00 | 100 metros               |
| 1 de agosto | 09:50 | Salto em distância       |
| 1 de agosto | 11:00 | Arremesso de peso        |
| 1 de agosto | 16:05 | Salto em altura          |
| 1 de agosto | 19:40 | 400 metros               |
| 2 de agosto | 09:00 | 110 metros com barreiras |
| 2 de agosto | 09:45 | Lançamento de disco      |
| 2 de agosto | 11:00 | Salto com vara           |
| 2 de agosto | 16:45 | Lançamento de dardo      |
| 2 de agosto | 18:50 | 1500 metros              |

## Resultados

### 100 metros
| Posição | Raia | Atleta              | Nacionalidade   | Tempo | Pontos | Notas |
| ------- | ---- | ------------------- | --------------- | ----- | ------ | ----- |
| 1       | 3    | Samuel Osadolor     | Nigéria         | 10.72 | 924    |       |
| 2       | 7    | Larbi Bourrada      | Argélia         | 10.94 | 874    |       |
| 3       | 1    | Peter Moreno        | Nigéria         | 11.04 | 852    |       |
| 4       | 2    | Fredriech Pretorius | África do Sul   | 11.27 | 801    |       |
| 5       | 6    | Gilbert Koech       | Quênia          | 11.33 | 789    |       |
| 6       | 5    | Duncan McGladdery   | África do Sul   | 11.35 | 784    |       |
| 7       | 4    | Fabrice Rajah       | Ilhas Maurícias | 12.00 | 651    |       |

### Salto em distância
| Posição | Atleta              | Nacionalidade   | #1   | #2    | #3   | Resultado | Pontos | Notas | Total |
| ------- | ------------------- | --------------- | ---- | ----- | ---- | --------- | ------ | ----- | ----- |
| 1       | Fredriech Pretorius | África do Sul   | x    | 7.48  | 7.51 | 7.51      | 937    |       | 1738  |
| 2       | Larbi Bourrada      | Argélia         | x    | 7.41w | x    | 7.41w     | 913    |       | 1787  |
| 3       | Peter Moreno        | Nigéria         | 6.44 | 6.83  | 6.60 | 6.83      | 774    |       | 1626  |
| 4       | Samuel Osadolor     | Nigéria         | 6.81 | 6.60  | x    | 6.81      | 769    |       | 1693  |
| 5       | Gilbert Koech       | Quênia          | x    | 6.61  | 6.80 | 6.80      | 767    |       | 1556  |
| 6       | Fabrice Rajah       | Ilhas Maurícias | x    | 6.22  | 6.57 | 6.57      | 713    |       | 1364  |
| 7       | Duncan McGladdery   | África do Sul   | x    | x     | 6.52 | 6.52      | 702    |       | 1487  |

### Arremesso de peso
| Posição | Atleta              | Nacionalidade   | #1 | #2 | #3 | Resultado | Pontos | Notas | Total |
| ------- | ------------------- | --------------- | -- | -- | -- | --------- | ------ | ----- | ----- |
| 1       | Fredriech Pretorius | África do Sul   |    |    |    | 13.81     | 717    |       | 2455  |
| 2       | Fabrice Rajah       | Ilhas Maurícias |    |    |    | 13.14     | 676    |       | 2040  |
| 3       | Larbi Bourrada      | Argélia         |    |    |    | 12.81     | 656    |       | 2443  |
| 4       | Gilbert Koech       | Quênia          |    |    |    | 12.68     | 648    |       | 2204  |
| 5       | Duncan McGladdery   | África do Sul   |    |    |    | 12.48     | 636    |       | 2123  |
| 6       | Samuel Osadolor     | Nigéria         |    |    |    | 11.84     | 597    |       | 2290  |
| 7       | Peter Moreno        | Nigéria         |    |    |    | 11.66     | 586    |       | 2212  |

### Salto em altura
| Posição | Atleta              | Nacionalidade   | 1.70 | 1.73 | 1.76 | 1.79 | 1.82 | 1.85 | 1.88 | 1.91 | 1.94 | 1.97 | 2.00 | 2.03 | 2.06 | 2.09 | Resultado | Pontos | Notas | Total |
| ------- | ------------------- | --------------- | ---- | ---- | ---- | ---- | ---- | ---- | ---- | ---- | ---- | ---- | ---- | ---- | ---- | ---- | --------- | ------ | ----- | ----- |
| 1       | Larbi Bourrada      | Argélia         | –    | –    | –    | –    | –    | –    | –    | o    | o    | xo   | xxo  | xo   | xo   | xx   | 2.06      | 859    |       | 3302  |
| 2       | Fredriech Pretorius | África do Sul   | –    | –    | –    | –    | –    | –    | o    | –    | o    | xo   | xo   | xxx  |      |      | 2.00      | 803    |       | 3258  |
| 3       | Duncan McGladdery   | África do Sul   | –    | –    | –    | o    | –    | o    | xo   | xo   | o    | ?    |      |      |      |      | 1.94      | 749    |       | 2872  |
| 4       | Peter Moreno        | Nigéria         | –    | –    | –    | o    | –    | xxo  | o    | o    | xxx  |      |      |      |      |      | 1.91      | 723    |       | 2935  |
| 5       | Fabrice Rajah       | Ilhas Maurícias | –    | –    | –    | o    | o    | o    | xo   | xo   | xx   |      |      |      |      |      | 1.91      | 723    |       | 2763  |
| 6       | Samuel Osadolor     | Nigéria         | o    | –    | o    | –    | xxo  | xxo  | o    | xxx  |      |      |      |      |      |      | 1.88      | 696    |       | 2986  |
| 7       | Gilbert Koech       | Quênia          | o    | o    | xo   | o    | o    | xxx  |      |      |      |      |      |      |      |      | 1.82      | 644    |       | 2848  |

### 400 metros
| Posição | Raia | Atleta              | Nacionalidade   | Tempo | Pontos | Notas | Total |
| ------- | ---- | ------------------- | --------------- | ----- | ------ | ----- | ----- |
| 1       | 8    | Larbi Bouraada      | Argélia         | 48.39 | 890    |       | 4192  |
| 2       | 7    | Samuel Osadolor     | Nigéria         | 48.86 | 868    |       | 3854  |
| 3       | 2    | Peter Moreno        | Nigéria         | 49.42 | 842    |       | 3777  |
| 4       | 4    | Gilbert Koech       | Quênia          | 49.48 | 839    |       | 3687  |
| 5       | 6    | Duncan McGladdery   | África do Sul   | 50.72 | 782    |       | 3654  |
| 6       | 3    | Fredriech Pretorius | África do Sul   | 51.23 | 759    |       | 4017  |
| 7       | 5    | Fabrice Rajah       | Ilhas Maurícias | 53.37 | 666    |       | 3429  |

### 110 metros com barreiras
| Posição | Atleta              | Nacionalidade   | Tempo | Pontos | Notas | Total |
| ------- | ------------------- | --------------- | ----- | ------ | ----- | ----- |
| 1       | Samuel Osadolor     | Nigéria         | 14.08 | 964    |       | 4818  |
| 2       | Peter Moreno        | Nigéria         | 14.43 | 920    |       | 4697  |
| 3       | Larbi Bouraada      | Argélia         | 14.70 | 886    |       | 5078  |
| 4       | Fredriech Pretorius | África do Sul   | 14.97 | 853    |       | 4870  |
| 5       | Gilbert Koech       | Quênia          | 15.51 | 789    |       | 4476  |
| 6       | Fabrice Rajah       | Ilhas Maurícias | 15.63 | 775    |       | 4204  |
| 7       | Duncan McGladdery   | África do Sul   | 16.26 | 704    |       | 4357  |

### Lançamento de disco
| Posição | Atleta              | Nacionalidade   | #1    | #2    | #3    | Resultado | Pontos | Notas | Total |
| ------- | ------------------- | --------------- | ----- | ----- | ----- | --------- | ------ | ----- | ----- |
| 1       | Larbi Bouraada      | Argélia         | 38.48 | 40.27 | 36.80 | 40.27     | 670    |       | 5748  |
| 2       | Fredriech Pretorius | África do Sul   | ?     | 38.63 | ?     | 39.88     | 662    |       | 5532  |
| 3       | Fabrice Rajah       | Ilhas Maurícias | ?     | 37.98 | 37.43 | 37.98     | 624    |       | 4828  |
| 4       | Duncan McGladdery   | África do Sul   | 36.13 | x     | 37.64 | 37.64     | 617    |       | 4974  |
| 5       | Samuel Osadolor     | Nigéria         | x     | 35.64 | 37.41 | 37.41     | 612    |       | 5430  |
| 6       | Peter Moreno        | Nigéria         | ?     | 36.55 | ?     | 36.57     | 595    |       | 5292  |
| 7       | Gilbert Koech       | Quênia          | 36.30 | 35.81 | ?     | 36.30     | 590    |       | 5066  |

### Salto com vara
| Posição | Atleta              | Nacionalidade   | 3.00 | 3.20 | 3.30 | 3.40 | 3.50 | 3.80 | 4.00 | 4.20 | 4.30 | 4.40 | 4.50 | 4.60 | 4.70 | 4.80 | Resultado | Pontos | Notas | Total |
| ------- | ------------------- | --------------- | ---- | ---- | ---- | ---- | ---- | ---- | ---- | ---- | ---- | ---- | ---- | ---- | ---- | ---- | --------- | ------ | ----- | ----- |
| 1       | Larbi Bouraada      | Argélia         | –    | –    | –    | –    | –    | –    | –    | –    | o    | –    | o    | o    | o    | xxx  | 4.70      | 819    |       | 6567  |
| 2       | Fredriech Pretorius | África do Sul   | –    | –    | –    | –    | –    | –    | –    | –    | –    | –    | –    | o    | –    | xxx  | 4.60      | 790    |       | 6322  |
| 3       | Fabrice Rajah       | Ilhas Maurícias | –    | –    | –    | –    | o    | o    | o    | o    | xo   | xxo  | xo   | o    | xxx  |      | 4.60      | 790    |       | 5618  |
| 4       | Peter Moreno        | Nigéria         | –    | –    | –    | –    | –    | –    | o    | o    | –    | o    | –    | xxx  |      |      | 4.40      | 731    |       | 6023  |
| 5       | Duncan McGladdery   | África do Sul   | –    | –    | –    | –    | –    | –    | –    | xo   | –    | o    | –    | xxx  |      |      | 4.40      | 731    |       | 5705  |
| 6       | Samuel Osadolor     | Nigéria         | –    | xo   | –    | xxo  | xxx  |      |      |      |      |      |      |      |      |      | 3.40      | 457    |       | 5887  |
| 7       | Gilbert Koech       | Quênia          | o    | o    | xo   | xxx  |      |      |      |      |      |      |      |      |      |      | 3.30      | 431    |       | 5497  |

### Lançamento de dardo
| Posição | Atleta              | Nacionalidade   | #1 | #2 | #3 | Resultado | Pontos | Notas | Total |
| ------- | ------------------- | --------------- | -- | -- | -- | --------- | ------ | ----- | ----- |
| 1       | Larbi Bouraada      | Argélia         |    |    |    | 66.87     | 842    |       | 7409  |
| 2       | Duncan McGladdery   | África do Sul   |    |    |    | 61.21     | 756    |       | 6461  |
| 3       | Fredriech Pretorius | África do Sul   |    |    |    | 59.84     | 735    |       | 7057  |
| 4       | Gilbert Koech       | Quênia          |    |    |    | 57.08     | 694    |       | 6191  |
| 5       | Fabrice Rajah       | Ilhas Maurícias |    |    |    | 54.47     | 655    |       | 6274  |
| 6       | Samuel Osadolor     | Nigéria         |    |    |    | 47.83     | 557    |       | 6444  |
| 7       | Peter Moreno        | Nigéria         |    |    |    | 40.73     | 453    |       | 6476  |

### 1500 metros
| Posição | Atleta              | Nacionalidade   | Tempo   | Pontos | Notas |
| ------- | ------------------- | --------------- | ------- | ------ | ----- |
| 1       | Gilbert Koech       | Quênia          | 4:24.11 | 784    |       |
| 2       | Larbi Bouraada      | Argélia         | 4:38.42 | 690    |       |
| 3       | Fredriech Pretorius | África do Sul   | 4:41.16 | 673    |       |
| 4       | Samuel Osadolor     | Nigéria         | 4:44.76 | 651    |       |
| 5       | Fabrice Rajah       | Ilhas Maurícias | 4:45.41 | 647    |       |
| 6       | Peter Moreno        | Nigéria         | 4:59.41 | 563    |       |
| 7       | Duncan McGladdery   | África do Sul   | 5:03.48 | 540    |       |

## Classificação final
| Pos.              | Atleta              | Nacionalidade   | 100 m | SD    | AP    | SA   | 400 m | 110 m | AD    | SV   | LD    | 1500 m  | Total | Notas |
| ----------------- | ------------------- | --------------- | ----- | ----- | ----- | ---- | ----- | ----- | ----- | ---- | ----- | ------- | ----- | ----- |
| Medalha de ouro   | Larbi Bourrada      | Argélia         | 10.94 | 7.41w | 12.81 | 2.06 | 48.39 | 14.70 | 40.27 | 4.70 | 66.87 | 4:38.42 | 8099  |       |
| Medalha de prata  | Fredriech Pretorius | África do Sul   | 11.27 | 7.51  | 13.81 | 2.00 | 51.23 | 14.97 | 39.88 | 4.60 | 59.84 | 4:41.16 | 7730  |       |
| Medalha de bronze | Samuel Osadolor     | Nigéria         | 10.72 | 6.81  | 11.84 | 1.88 | 48.86 | 14.08 | 37.41 | 3.40 | 47.83 | 4:44.76 | 7095  |       |
| 4                 | Peter Moreno        | Nigéria         | 11.04 | 6.83  | 11.66 | 1.91 | 49.42 | 14.43 | 36.57 | 4.40 | 40.73 | 4:59.41 | 7039  |       |
| 5                 | Duncan McGladdery   | África do Sul   | 11.35 | 6.52  | 12.48 | 1.94 | 50.72 | 16.26 | 37.64 | 4.40 | 61.21 | 5:03.48 | 7001  |       |
| 6                 | Gilbert Koech       | Quênia          | 11.33 | 6.80  | 12.68 | 1.82 | 49.48 | 15.51 | 36.30 | 3.30 | 57.08 | 4:24.11 | 6975  |       |
| 7                 | Fabrice Rajah       | Ilhas Maurícias | 12.00 | 6.57  | 13.14 | 1.91 | 53.37 | 15.63 | 37.98 | 4.60 | 54.47 | 4:45.41 | 6920  |       |

Legenda
| Recorde mundial       | Recorde mundial (World record)               |                       | Recorde africano                      | Recorde africano (African) |                                           | Q | Classificado por posição (Qualified) |
| Recorde do campeonato | Recorde do campeonato (Championship record)  | Recorde da América    | Recorde da América (Americas)         | q                          | Classificado por melhor tempo (Qualified) |   |                                      |
| Melhor marca do ano   | Melhor marca do ano (World leading)          | Recorde asiático      | Recorde asiático (Asian)              | DNS                        | Não largou (Did not start)                |   |                                      |
| Recorde nacional      | Recorde nacional (National record)           | Recorde europeu       | Recorde europeu (European)            | DNF                        | Não terminou (Did not finish)             |   |                                      |
| Recorde pessoal       | Recorde pessoal do atleta (Personal best)    | Recorde da Oceania    | Recorde da Oceania (Oceania)          | DSQ / DQ                   | Desclassificado (Disqualified)            |   |                                      |
| Recorde da temporada  | Recorde da temporada do atleta (Season best) | Recorde sul-americano | Recorde sul-americano (South America) | NM                         | Sem marca (No mark)                       |   |                                      |